# Cofinoga
Cofinoga est une marque de crédit à la consommation en France.

## Historique
Créée en 1968, le nom de « Cofinoga » est l'acronyme de Compagnie Financière des Nouvelles Galeries. Cofinoga lance la carte de crédit à la consommation en 1971. Deux ans plus tard, Michel Philippin, son directeur général, rajoute une carte de fidélité à la carte de crédit Cofinoga. Cela permet aux clients d'obtenir une remise sur l'achat d'un produit aux Galeries Lafayette et ouvre simultanément une réserve de crédit permanent appelé « crédit revolving ». Ultérieurement, Cofinoga noue des partenariats avec d'autres enseignes que Galeries Lafayette.
En 2005, BNP Paribas acquiert 37 % du groupe Galeries Lafayette et augmente sa participation au capital de Cofinoga de 49 à 50 %. BNP Paribas prévoit également de partager une partie des coûts de sa filiale Cetelem avec Cofinoga.
En 2010, Cofinoga a des difficultés à s'adapter à la réforme du crédit à la consommation dite Loi Lagarde.
En 2011, un nouveau directeur général, Raffaele Cicala, réorganise l'entreprise. L'année suivante,  Cofinoga licencie 433 personnes sur 2 600 employés,,.
En juillet 2014, BNP Paribas, après des négociations difficiles, rachète les 50 % du capital de Laser Cofinoga détenus par les Galeries Lafayette,. À la suite de la fusion intervenue en 2015 entre les deux filiales de la BNP : Laser Cofinoga et BNP Personal Finance, Cofinoga appartient à l'entité BNP Personal Finance.

## Activités
|                                                    | 2006  |  | 2010  |  | 2015  |
| -------------------------------------------------- | ----- |  | ----- |  | ----- |
| Montant des nouveaux crédits (en millions d'euros) | 7 739 |  | 5 103 |  |       |
| Résultat Net (en millions d'euros)                 | 223   |  |       |  |       |
| Nombre d'employés                                  |       |  |       |  | 1 900 |

Le siège de Cofinoga est à Paris et son centre opérationnel à Mérignac.

## Identité visuelle

Ancien logo[précision nécessaire]
Ancien Logo [12]
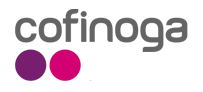
Nouveau logo